# Seznam švicarskih arhitektov
Seznam švicarskih arhitektov.

## A
- Adolphe Appia (1862-1928)
- Hans Wilhelm Auer (1847–1906)

## B
- (Max Bill 1908-1994)
- Alfred Friedrich Bluntschli (švicarsko-nemški)
- Francisco Borromini (1599-1667)
- Mario Botta (1943)

## C
- John Camoletti (1848-1894)
- Le Corbusier (Charles-Edouard Jeanneret) (1887-1965)

## D
- Max Dudler (1949)

## F
- Albert Frey (1903-1998) (švicarsko-ameriški)

## G
- Bruno Giacometti (1907-2012)

## H
- Janez Hacin (1931) (slov.-švicarski)
- Jacques Herzog (1950)

## J
- Charles-Edouard Jeanneret-Le Corbusier (1887-1965)
- Pierre Jeanneret (1896-1967)

## K
- Ivan Kolecek (1943) (češ.-švicarski)

## L
- William Lescaze (1896-1969)

## M
- Pierre de Meuron (1950)
- Hannes Meyer (1889-1954)
- Caspar Moosbrugger (1656-1723)
- Ákos Moravánszky (1950)

## N
- Pietro Nobile (1774-1854)

## O
- Franz Oswald (1938)

## S
- Ferdinand Stadler (1813-1870)

## T
- Giovanni Pietro Tencalla (1629–1702) (italijansko-švicarski)
- Jean Tschumi (1904-1962)
- Bernard Tschumi (1944)

## Z
- Raphael Zuber (1973)
- Peter Zumthor (1943)